# Meunasah Dayah Usen
Meunasah Dayah Usen is een bestuurslaag in het regentschap Pidie Jaya van de provincie Atjeh, Indonesië. Meunasah Dayah Usen telt 263 inwoners (volkstelling 2010).